# Tregellasia
Tregellasia, es un género de Aves Passeriformes de la familia de los Petroicidae, tiene dos especies reconocidas científicamente.

## Especies
- Tregellasia capito (Gould, 1852)
- Tregellasia leucops (Salvadori, 1876)